# Luca Unbehaun
Luca Unbehaun (Bochum, 27 februari 2001) is een Duits voetballer die als doelman speelt. Hij verruilde SC Verl in de zomer van 2024 voor FC Emmen.

## Clubcarrière

### Borussia Dortmund
Unbehaun speelde in de jeugd bij SC Union-Bergen en VfL Bochum en kwam in 2016 terecht in de jeugdopleiding van Borussia Dortmund. Daar sloot hij zich in 2019 aan bij het eerste elftal. De doelman kwam echter nooit in actie voor de hoofdmacht. Spelers als Marwin Hitz en Alexander Meyer belemmerden de kansen van de jonge Duitser op speelminuten. Wel speelde hij vier seizoenen voor het tweede elftal van Borussia Dortmund, waar hij in totaal 58 wedstrijden voor speelde. In mei 2023 vertrok hij samen met vier andere spelers. Op 26 juni 2023 tekende Unbehaun bij SC Verl in de 3. Liga. Bij SC Verl was Unbehaun eerste doelman en speelde hij 35 wedstrijden. 

### FC Emmen
Medio 2024 verkaste de Duitser naar Nederland, om aan de slag te gaan bij FC Emmen. Hij tekende een contract voor twee seizoenen onder trainer en landgenoot Robin Peter. Hij debuteerde op 9 augustus tegen FC Dordrecht. 

## Clubstatistieken
| Seizoen | Club                 | Competitie        | Competitie | Competitie | Beker | Beker | Overig | Overig | Totaal | Totaal |
| Seizoen | Club                 | Competitie        | Wed.       | Dlp.       | Wed.  | Dlp.  | Dlp.   | Dlp.   | Wed.   | Dlp.   |
| ------- | -------------------- | ----------------- | ---------- | ---------- | ----- | ----- | ------ | ------ | ------ | ------ |
| 2019/20 | Borussia Dortmund II | Regionalliga West | 5          | 0          | –     | –     | –      | –      | 5      | 0      |
| 2020/21 | Borussia Dortmund II | Regionalliga West | 26         | 0          | –     | –     | –      | –      | 26     | 0      |
| 2021/22 | Borussia Dortmund II | 3. Liga           | 21         | 0          | –     | –     | –      | –      | 21     | 0      |
| 2022/23 | Borussia Dortmund II | 3. Liga           | 6          | 0          | –     | –     | –      | –      | 6      | 0      |
| 2023/24 | SC Verl              | 3. Liga           | 33         | 0          | 2     | 0     | –      | –      | 35     | 0      |
| 2024/25 | → FC Emmen           | Eerste Divisie    | 19         | 0          | 0     | 0     | 0      | 0      | 19     | 0      |
| Totaal  | Totaal               | Totaal            | 110        | 0          | 2     | 0     | 0      | 0      | 112    | 0      |

1 Hoekstra ·
2 Soares ·
3 Vos ·
4 Te Wierik  ·
5 Geypens ·
6 Mulder ·
7 Rhein ·
8 Bakir ·
10 Hawkins ·
11 Landu ·
12 Quispel ·
14 Van Manen ·
16 Ten Brinke ·
16 Norder ·
16 Wanki ·
17 Hekkert ·
18 Evina ·
20 Kade ·
21 Nunumete ·
22 Martin ·
23 Hammouti ·
24 Nsona ·
26 Wagner ·
27 Schouten ·
28 Jalving ·
34 Bolk ·
38 Unbehaun ·
46 Eduardo ·
Coach: Arts
· Assistent-coach: Hegeman
· Assistent-coach: Van der Linden
· Keeperstrainer: Sulmann